# ベア・ストーリー
『ベア・ストーリー』（Historia de un oso）は、ガブリエル・オソリオ・ヴァルガス監督、パト・エスカラ・ピエラルト製作による2014年のチリのアニメ・短編映画である。映画はチリ・クーデター後の独裁政権下での監督の祖父の体験談にインスパイアされている。第88回アカデミー賞では短編アニメ賞を獲得した。チリの映画、並びにラテンアメリカのアニメ作品として初のアカデミー賞受賞作品である。
日本では2016年にショートショートフィルムフェスティバル&アジアで上映された。

## 受賞歴
- 第88回アカデミー賞 アカデミー短編アニメ賞 受章